# Florian Reisinger
Florian Reisinger (* 19. April 1994) ist ein österreichischer ehemaliger Handballspieler.
Reisinger spielte seit seiner Jugend beim HC Linz AG als Rückraumspieler Handball. Außerdem nahm er mit dem Junioren-Nationalteam an der U-20-Europameisterschaft in Österreich teil. Als Teil dieses Teams spielte er 2013/14 und 2014/15 auch außer Konkurrenz in den Play-offs der Handball Liga Austria. 2015/16 sollte der Abwehrspezialist die Führungsrolle von Thomas Reichl übernehmen. Nach der Saison 2018/19 wechselte er zum Landesligisten SK Keplinger Traun, kehrte jedoch im Sommer 2020 zurück. Im Sommer 2021 beendete er seine Karriere.

## HLA-Bilanz
| Saison    | Verein     | Spielklasse | Tore | 7-Meter   | Feldtore |
| --------- | ---------- | ----------- | ---- | --------- | -------- |
| 2011/12   | HC Linz AG | HLA         | 0    | 0/0       | 0        |
| 2012/13   | HC Linz AG | HLA         | 0    | 0/0       | 0        |
| 2013/14   | HC Linz AG | HLA         | 1    | 0/0       | 1        |
| 2014/15   | HC Linz AG | HLA         | 22   | 0/0       | 22       |
| 2015/16   | HC Linz AG | HLA         | 11   | 0/0       | 11       |
| 2016/17   | HC Linz AG | HLA         | 0    | 0/0       | 0        |
| 2017/18   | HC Linz AG | HLA         | 0    | 0/0       | 0        |
| 2018/19   | HC Linz AG | HLA         | 29   | 0/0       | 29       |
| 2011–2019 | gesamt     | HLA         | 63   | 0/0 (0 %) | 63       |